# Werner Giesselmann
Werner Giesselmann (* 15. Juli 1939 in Hannover) ist ein deutscher Historiker.
Giesselmann studierte Geschichte an der Universität Heidelberg. Er wurde 1973 bei Werner Conze in Heidelberg promoviert und habilitierte sich dort 1984. Er lehrte als außerplanmäßiger Professor an der Universität Heidelberg. Sein Spezialgebiet ist die französische Geschichte des 19. und 20. Jahrhunderts.

## Schriften (Auswahl)
- Die brumairianische Elite. Kontinuität und Wandel der französischen Führungsschicht zwischen Ancien Régime und Julimonarchie (= Industrielle Welt. Bd. 18). Klett, Stuttgart 1977 (zugleich: Dissertation, Universität Heidelberg, 1973), ISBN 3-12-902890-0.
- Protest als Gegenstand sozialgeschichtlicher Forschung. In: Wolfgang Schieder (Hrsg.): Sozialgeschichte in Deutschland. Soziales Verhalten und soziale Aktionsformen in der Geschichte. Vandenhoeck & Ruprecht, Göttingen 1987, S. 50–77.
- Die Koblenzer Beschlüsse vom 10. Juli 1948 – eine Alternative zur Weststaatsgründung. Friedrich, Stuttgart 1987.
- Die neuzeitliche Geschichte im 19. Jahrhundert. In: Jürgen Miethke (Hrsg.): Geschichte in Heidelberg. 100 Jahre Historisches Seminar, 50 Jahre Institut für Fränkisch-Pfälzische Geschichte und Landeskunde. Springer, Berlin 1992, S. 69–92.
- „Die Manie der Revolte“. Protest unter der Französischen Julimonarchie (1830–1848) (= Ancien Régime, Aufklärung und Revolution. Bd. 25). 2 Bände. Oldenbourg, München 1993 (zugleich: Habil.-Schrift, Universität Heidelberg 1984), ISBN 3-486-55955-9.